# Cerkiew (organizacja)
Cerkiew – potoczne, tradycyjne określenie: 
- kościoła prawosławnego („cerkiew prawosławna”);
- jednego ze składających się na niego kościołów partykularnych (np. „cerkiew rosyjska”);
- jednego z katolickich kościołów wschodnich obrządku bizantyjskiego (np. „cerkiew greckokatolicka”).

Rozróżnienia między „kościołem” a „cerkwią” nie znają języki zachodnie. Jest ono właściwe dla języków dawnej Rzeczypospolitej Obojga Narodów – polskiego, białoruskiego i ukraińskiego. Zachodniosłowiańskie języki słowacki i czeski rozróżniają cirkev, církev – organizację wyznaniową i kostol, kostel – budynek.